# Vlad Mamyshev Monroe
Pour les articles homonymes, voir Monroe.
 (décembre 2013).
- Si vous ne connaissez pas le sujet, laissez ce bandeau (vous pouvez alors contacter les auteurs).
- Si vous supprimez le contenu mis en cause (vous pouvez préalablement contacter les auteurs),

argumentez précisément cette suppression dans la page de discussion
(un manque de référence n'est pas un argument ; une recherche réelle de référence doit avoir été effectuée, être formellement documentée).
Vladislav Mamychev Monroe (Mamyshev en transcription anglaise), dit aussi Vlad Monroe, né à Léningrad (URSS) en 1969, et mort en 2013 à Bali (Indonésie), est un artiste russe.

## Biographie
Dès 1986 à Léningrad, Vlad Monroe se rapproche de Timour Timourovitch Novikov et intègre son groupe « Nouveaux artistes ». À Léningrad, ville parsemée de squats d’artistes, il fréquente également Andreï Khlobystine et Sergueï Bougaïev Afrika. Il devient une personnalité incontournable de la scène underground de la fin de l'époque soviétique, lorsqu’il fonde Piratskoïe Televidenie (Télé Pirate), avec Timour Novikov et Youri Lesnik. Il y apparaît sous les traits d’une speakerine décadente au cours de journaux télévisés satiriques.

## Son œuvre

### Travestissement

Vlad Mamyshev-Monroe (au centre) en 1990, aux côtés des artistes Evgenij Kozlov (à gauche) et Georgy Gurianov (à droite)

D’un autoportrait traditionnellement identitaire, son goût pour le renversement des genres le conduit à la figure de Marilyn Monroe, à qui il emprunta jusqu’au nom. Icône parmi les icônes, la figure mythique de Marilyn était aussi l’indice d’une modernité signée Warhol. Il emprunta jusqu’à son nom.
Vlad Monroe a commencé à se travestir en Marilyn dans les années 1980, pendant son service militaire, avec des rideaux et des cheveux de poupées, après avoir vu le film culte Assa, lors d’une mission en république socialiste soviétique kazakhe. Il avait déclaré dans une interview donnée au magazine Aficha : « je marchais dans Baïkonour et là-bas ils vivaient de manière complètement différente. Dans ce pays, pas de perestroïka, mais la liberté ! » Sa performance en Marilyn, ainsi qu’un dessin représentant Gorbatchev habillé en femme indienne, lui valurent d’être réformé pour raisons psychiatriques.
Artistes et politiques, martyrs, messies et dictateurs, idoles de tout ordre sont ramenés à un même niveau. Ces « autoportraits en quelqu’un d’autre » – expression de Paul Ardenne à l’attention de Cindy Sherman – diffusent l’allégorie sans fard des chimères qui mènent le monde, et révèlent la décadence d’un post-modernisme à travers lequel la société soviétique dut trouver de nouveaux repères, de nouvelles stars auxquelles s’identifier.
Il a également portraituré une douzaine de personnes célèbres, dont notamment Dostoïevski, Élisabeth II, Charlie Chaplin et Hitler.

### StarZ
En 2005, il réalise la série StarZ, où il emprunte les traits de personnages mythiques, sans ordre de préférence entre Jésus-Christ et Oussama ben Laden, Pierre Ier le Grand, le patriarche orthodoxe Cyrille ou Vladimir Poutine. Il y est déguisé de manière comique et pose sur fond de place rouge.

### Volga-Volga
En 2007, son remake du film musical culte de 1938 Volga Volga — dans lequel l’actrice Lioubov Orlova est remplacée numériquement par un avatar — a gagné le prix Kandinsky.

### GKChP
En 2010, l’artiste a présenté une série de portraits des membres du GKChP, qui avait intenté un coup d’État contre Gorbachev en 1991. Mais ces derniers étaient représentés grossièrement maquillés.

### Polonius
Fin 2012, il monte sur les planches du Polithéâtre de Moscou pour interpréter la version contemporaine d’Hamlet, Polonius, où le poison, « habenon » dans la langue de Shakespeare, est remplacé par du polonium – substance mise en cause lors de plusieurs décès d’opposants politiques. Au mois de mars 2012, une exposition portant sur cette pièce s’est ouverte au musée d'art moderne de Moscou. Le soir du vernissage d’Art Paris Art Fair en avril 2013, il devait évoluer sous la nef du Grand Palais en adoptant les traits de Gérard Depardieu.

## Engagements
L'artiste devint un avocat de la défense les droits des homosexuels. En 2010, il est victime d’un passage à tabac, un geste clairement homophobe[réf. souhaitée], et commente sa convalescence par le biais de Facebook, expliquant que la culture de l’homophobie en Russie est très présente.

Durant ses dernières années, Monroe s'intéresse dans ses travaux à la personnalité de Poutine. Il avait d’ailleurs déclaré[Quand ?] au magazine Aficha[réf. souhaitée] : 

« Quand j’ai commencé à m’habiller comme Poutine, j’ai eu la sensation d’être devenu un énorme asticot qui allait exploser à force de manger de la merde. Mais je ne suis pas méchant, je suis le nettoyeur de la forêt et je dois gober notre ancien Empire russe ainsi que l’Union soviétique, aussi vite que possible afin qu’elle puisse commencer une nouvelle vie. »

En 2012, au cours de protestations contre les fraudes aux élections législatives, son autoportrait en Poutine est largement utilisé par la foule des manifestants[réf. souhaitée].

## Disparition
L’artiste se serait noyé dans la piscine de son hôtel à Bali, où il vivait depuis 2007. Le galeriste Marat Guelman a confessé avoir pensé à une plaisanterie organisée de concert avec l’artiste. L’artiste Sergey Bugaev-Afrika a quant à lui déclaré publiquement suspecter des zones d’ombres[style à revoir] dans la mort de l’artiste, pouvant avoir un rapport avec sa pétition contestée en 2010 dans laquelle il souhaitait le départ de Poutine (« Putin Must Go ») : 

« La version officielle est qu’il est mort noyé. Il a toujours eu un côté perturbateur, c’est un fait, mais la faculté de se noyer dans moins d’un mètre d’eau ne faisait pas partie de ses talents reconnus. Sa mort ressemble à un meurtre, mais je doute que nous sachions ce qui lui est réellement arrivé. »

## Collections publiques
- Galerie Tretiakov, Moscou
- Multimedia Art Museum, Moscou
- Musée Russe, Saint-Pétersbourg
- Fonds National pour l’Art Contemporain, Paris
- Musée d'art moderne de Moscou
- Musée d'art contemporain
- Maison de Photographie de Moscou
- Museum voor Hedendaagse Kunst Antwerpen, Antwerp Fund New Rules, Anvers
- Musée royal des beaux-arts, Anvers
- Museum van Hedendaagse Kunst, Anvers

## Sélection d’expositions personnelles
- 2007, Vlad Mamyshev-Monroe, Russia lost, XL Gallery, Moscou

2005
- Vladislav Mamyshew-Monroe, Starz (photography, D137
- Galerie d'art contemporain, Saint-Pétersbourg
- Dostoïevski en fleurs. XL Gallery, Moscou
- New Pirate TV. XL Gallery, Moscou
- Every beast has a bit of Monroe. XL Gallery, Moscou

2001
- Cruelle Romance, galerie Aïdan, Moscou
- Every passion is blind and wild, XL Gallery, Moscou
- Lioubov Orlova, galerie Guelman, Moscou
- Tin-Tin, galerie Ilona Orel, Paris

1997
- Questions russes, musée Russe, Saint-Pétersbourg
- Mon nom est Trinité, XL Gallery, Moscou

- 1996, Life of great people. Galerie Iakout gallery, Moscou

## Sélection d’expositions de groupe
- 2013, Art Paris Art Fair, Galerie Rabouan Moussion, Grand Palais, Paris

2011
- Nouvelle Académie. Saint-Pétersbourg, Foundation Ekaterina, Moscou
- Passion Bild, Russische Kunst seit 1970, Kunstmuseum Bern, Berne

2010
- Portraits de seconde main, Fondation Stella Art, Moscou
- Histoire de l'art vidéo russe, volume 3, musée d'art moderne de Moscou
- Les Russes! Portrait photographique russe. 1970-2010, galerie Eagle Art Presenta, Paris.
- Zen d'art, musée d'art moderne de Moscou, Moscou
- Photographies de la nouvelle Russie. 1991 - 2010, du 22 juin au 29 août 2010, année France-Russie-2010, maison européenne de la photographie, Paris

2009
- That Obscure Object of Art, Russian Art 1974-2006 from the collection's Stella Art Foundation, Kunsthistorische Museum, Vienna.October 28 - November 16 - Ca 'Rezzonico, Venise. June 4 - October 6, 2009
- 21 Russia, PinchukArtCentre, Kiev. January 17 - March 1
- The Russian Schizorevolution: an exhibition that might have been. Marres, Centre for Contemporary Culture, Maastricht. March 1 - May 31
- Histoire de l'art vidéo russe. Vol 2. musée d'art moderne de Moscou. 26 mars - 3 mai
- Une vision. musée d'art moderne de Perm. 24 août - 20 octobre
- T-Tris, Un jeu de construction entre les collections de la Province de Hainaut, du Muhka et du Mudam. BPS22 - Espace de Création Contemporaine, Charleroi
- Gender Check. Rollenbilder in der Kunst Osteuropas. Museum Moderner Kunst Stiftung Ludwig, Vienne. 14 novembre - 14 février

2008
- Collectiepresentatie XXI. Museum voor Hedendaagse Kunst Antwerpen, Anvers.
- Art social (Sots Art). Art politique en Russie (en tant que partie de la 2de biennale de Moscou). Galerie Tretiakov, Moscou. 21 octobre - 15 janvier 2008 - Sots Art. Art politique en Russie de 1972 à aujourd'hui. La Maison Rouge, Paris
- 40 premiers. Galerie d'État de Perm. le 20 mars

2007
- Histoire de l'art vidéo russe. Vol 1. Musée d'art moderne de Moscou
- Double / remake. Centre national d'art contemporain de Moscou
- The Storm and the Harbour. Palazzo Donà dalle Rose, Venise
- From Russia with Love. Merano arte edificio Cassa di Risparmio, Merano
- Exposition des nommés au prix Kandinsky. CSI "Winzavod", Moscou. Novembre
- Le Cirque en majesté. Musée d'art contemporain Daelim, Séoul
- Nouvel Angelarium. Musée d'art moderne de Moscou

2006
- Don Juan alias Don Giovanni. Kunsthalle Wien, Vienne
- “Let  be the video!” Russian Video Art 1996-2006. Maison centrale des artistes, Moscou
- “Collectiepresentatie XVI. Attributen en Substantie”. Museum voor Hedendaagse Kunst Antwerpen, Anvers
- “La rue, l'art et la mode”. Fotomuseum, Anvers
- “Dilettante”. Marres, Centre for Contemporary Culture, Maastricht

2005
- StarZ. Gender-bender. Biennele de Moscou. Programme spécial. Musée d'art moderne de Moscou
- Angels of History. MUHKA. Anvers
- Russia! Solomon R. Guggenheim Museum, New York

2004
- Facing East. Siemens Forum, Erlangen
- Moskau-Berlin. Musée historique d'État de Moscou

2003
- Horizons of reality. MUHKA, Anvers
- Neue Ansaetze. Kunsthalle, Düsseldorf
- Moskau-Berlin. Martin Gropius Bau, Berlin
- Paradise. Bunker am Alexander Platz, Berlin

- 2002, Snieguroczka. Galeria Zacheta, Varsovie
- 2001, Dream Team. Galerie XL, Moscou
- 2000, Baltic Triennale of Photography
- 1999, Neues Moskau. IFA-galerie, Berlin
- 1997, Cabinet. Stedelijk Museum, Amsterdam
- 1996, Les premières cinq années. Musée Russe, Saint-Pétersbourg
- 1991, Painting and Petting. Musée de la Révolution de Léningrad, Léningrad
- 1989, Les femmes dans l'art. Musée de la ville de Léningrad

## Sources
- (en) Baibakov Art Project[1]
- Art Media Agency[2]
- Galerie Rabouan Moussion[3]